# Macroglossum leytensis
Macroglossum leytensis là một loài bướm đêm thuộc họ Sphingidae. Nó được tìm thấy ở Philippines (Leyte).